# Джон Конвей (палеохудожник)
Джон Конвей (англ. John Conway) — австралійський палеохудожник та ілюстратор, який спеціалізується переважно на мезозойських рептиліях, зокрема птерозаврах. Серед його робіт — книга «Всі вчора» 2012 року, видана у співпраці з К. М. Косеменом, Дарреном Нейшем та Скоттом Гартманом.

## Галерея

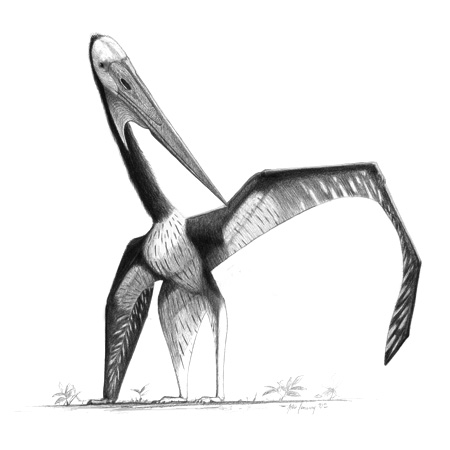
Zhejiangopterus linhaiensis[en] Джона Конвея, 2006 р.
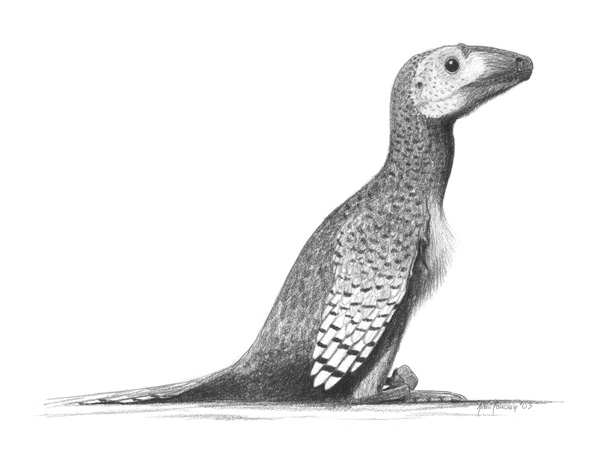
Птахоподібна ілюстрація пернатого дейноніха Джона Конвея, 2006 р.